# Hoher Riffler
De Hoher Riffler is een 3231 meter hoge bergtop in de Zillertaler Alpen in de Oostenrijkse deelstaat Tirol. De berg ligt in het oosten van de Tuxer hoofdkam van dit gebergte. De top werd voor het eerst bereikt in 1864. Zowel het Friesenberghaus als de Friesenbergscharte bevinden zich in de nabijheid van de top.